# Siedlung von Dienstedt
Koordinaten: 50° 48′ 17″ N, 11° 10′ 9″ O
Die germanische Siedlung von Dienstedt vom 3. Jahrhundert aus der spätrömischen Kaiserzeit wurde im Jahr 1837 bei Dienstedt in der Stadt Stadtilm in Thüringen entdeckt. Bekannt wurde der Fundplatz durch ein zur Siedlung gehörendes Frauengrab mit reichen Grabbeigaben, das den Elitegräbern der Haßleben-Leuna-Gruppe zugeordnet ist und von dem angenommen wird, dass es Teil eines Gräberfeldes war. Die elbgermanische Siedlung wird von der historischen Forschung traditionell den Hermunduren zugeordnet.

## Fundbeschreibung
Die Siedlung wurde größtenteils ausgegraben, unter anderem gehört zum Befund ein reiches Frauengrab. Große Langhäuser, maximal 30 Meter lang, mit zugehörigen Grubenhütten und ungewöhnlich vielen Speichern belegen die herausragende Rolle der Siedlung, in der Erzeugnisse der Landwirtschaft gelagert werden konnten. Die hochwertige Drehscheibenkeramik, die wie römische Importware wirkt, hebt gleichfalls die besondere Stellung der Siedlung hervor. Werkstätten für Drehscheibenware haben sich bisher nur an wenigen Fundplätzen – so bei Haßleben und Leuna – nachweisen lassen, deren Erzeugnisse meist als Grabbeigaben bei Gräberfeldern mit Körperbestattungen der Haßleben-Leuna-Gruppe, das heißt in Elitegräbern der Gruppe 1a vorkommen.

## Herrenhof
Eine Gruppierung von Langhäusern, Wohnhalle, drei Grubenhäusern und neun Speichern scheint dem Herrenhof einer Familie der hermundurischen Elite zu entsprechen, zu der wahrscheinlich auch die „Dame“ aus dem germanischen Elitegrab der Haßleben-Leuna-Gruppe gehörte.

## Werkhütten
Unweit des Herrenhofs befand sich ein Komplex von Werkhütten (Speicher und Grubenhäuser) mit mehreren Feuer- und Ofenanlagen sowie Resten metallhandwerklicher Produktion, etwa Schlacke, Luppe, Rohlinge und Werkstücke aus Eisen oder auch zerschnittene Blechstücke oder Gussteile aus Bunt- und Edelmetall.

## Ausstellung
Die herausragenden Funde der Siedlung von Dienstedt sind Teil der Dauerausstellung des Museums für Ur- und Frühgeschichte Thüringens in Weimar.